# Очамчира (пункт базирования)
Очамчи́ра — пункт базирования сторожевых кораблей береговой охраны Пограничной службы ФСБ России, а в перспективе кораблей Военно-морского флота в Абхазии.
На 2023 год действует.

## Географическое положение
Пункт базирования расположен на северо-западе города Очамчиры, районного центра частично признанной Республики Абхазия, в закрытой Очамчирской бухте.

## Очамчирская бухта
Бухта искусственного происхождения была обустроена в устье реки Джукмур, близ города Очамчиры, от которого получила своё название.
Представляет собой гавань с узким проходом, защищённую двумя молами. Вместимость причалов не более 10 сторожевых катеров, плюс грузовой (северный) причал, позволяющий швартовать длинномерные суда, используется с целью загрузки, заправки и ремонта, для чего на пирс была проведена железнодорожная ветка со складов ГСМ и поставлен башенный кран.
В советское время грузовой причал порта мог принимать крейсера проекта 1164. Другие крупные корабли швартовались на рейде у входа в бухту.
На протяжении 2000-х годов бухта использовалась для совместного базирования гражданских судов и военных катеров ВМФ Республики Абхазия. В январе 2009 года передана России для обустройства в ней пункта базирования флота.
За время запустения акватория бухты и порт были сильно захламлены, берегоукрепления порушены, проход в бухту заилен.
В октябре 2009 года силами спецтехники, привлечённой ВМФ России, завершились дноуглубительные работы. Глубина фарватера была увеличена с 3,8 до 9 метров, в результате чего порт может принимать суда водоизмещением до 10 тысяч тонн. Замеры внутреннего и внешнего рейдов и работы по оборудованию побережья и обозначению буями фарватеров были проведены специалистами ВМФ РФ ещё в 2008 году. На начало работ глубины штатного фарватера в районе Очамчиры составляли в среднем всего 3,8 метра, что позволяло размещать в порту только ракетные катера и базовые тральщики.

## История Очамчирского порта
Очамчирский порт создавался в 1933—1935 годах как гражданский торговый порт, который просуществовал 5 лет. В 1940 году гражданский флот был выведен в город Поти, а в Очамчиру была передислоцирована 6-я Бригада пограничных сторожевых кораблей (изначально 3 ЧОПС) НКВД (КГБ) СССР (в/ч 2372), сформированная в 1923 году в Батуми.
Для расквартирования личного состава бригады рядом с портом был обустроен военный городок «Порт», где построены школа, детский сад, клуб и другая инфраструктура.

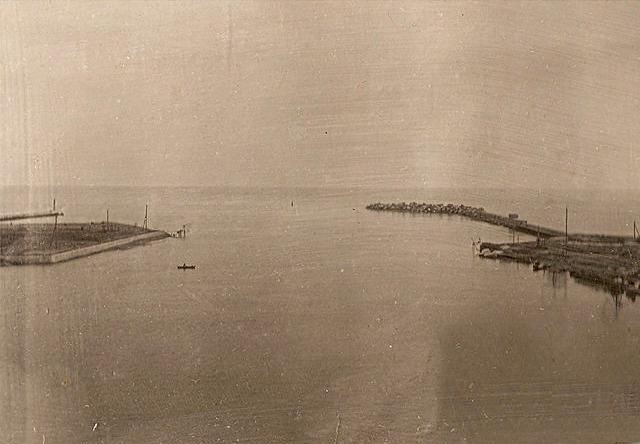
Проход в бухту (1935 г.)

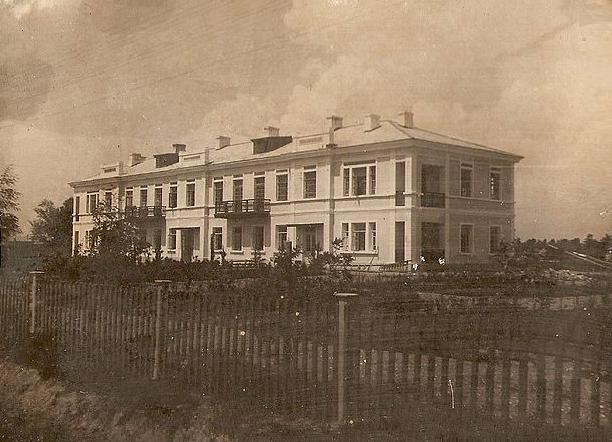
Управление порта (штаб бригады) 1935 г.

Флаг морских частей погранвойск НКВД (КГБ) СССР

Во время Великой Отечественной войны все пограничные катера бригады были переданы Черноморскому флоту. Из них был сформирован дивизион морских охотников, который нёс конвойную и охранную службы вдоль Черноморского побережья Кавказа. Катера бригады привлекались для высадки и обеспечения морских десантов на оккупированных врагом территориях. В период Великой Отечественной войны устье реки Джукмур имело рукотворные каналы прорытые под эвкалиптами для укрытия подводных лодок типа М, участвующих в боевых действиях против немецко-фашистских войск и их союзников. Место базирования подводных лодок за все время войны так и не было обнаружено, хотя сторожевые катера неоднократно подвергались авианалету.
1 августа 1949 года корабли бригады оказывали помощь жителям города Очамчира, пострадавшим от наводнения.
В 1968 году за проявленные боевые заслуги, бригаде был вручён первый орден боевого Красного знамени.
В 1983 году в порту была создана береговая база снабжения и ремонта кораблей — СРЗ (судоремонтный Завод) (в/ч 1466).
В 1985 году в ознаменование 60-летия образования бригада была удостоена второго ордена боевого Красного знамени.
В конце 1980-х годов разрабатывались планы по расширению порта и увеличению военного присутствия в этом районе. 6-ю бригаду ПСКР планировалось укрупнить до уровня бригады МЧ (морских частей) ПВ КГБ, а также разместить здесь бригаду ОВР (охраны водного района) ВМФ. Были проведены инженерные работы с целью установления необходимых пределов расширения бухты и начато строительство южного причала, но распад СССР в начале 90-х годов помешал реализации планов.
В 1992 году, в условиях межнационального конфликта, бригада охраняла границы Абхазии, поддерживая боевую готовность подразделений. 14 августа 1992 года, в условиях нестабильной обстановки и кризиса власти, военной конфронтации между Грузией и Абхазией, бригада, совместно с 36-м Сухумским погранотрядом Абхазии, оказывала поддержку с моря для эвакуации местного населения и семей военнослужащих.
В августе 1996 года, по требованию Грузии, 6-я дважды Краснознамённая ОБПСКР была выведена из Очамчиры и передислоцирована в город Каспийск.
В период с 1997 по 1998 год Очамчирская ремонтная база оказывала услуги ремонта катеров проекта 1400м 21ОБПСКР, несущих службу в Сухумской бухте по встрече, досмотру и охране места якорной стоянки и передаче таможенной службе Абхазии торговых судов Турции, доставлявших в Абхазию продовольствие.
В 1998 году порт покинул последний дивизион российских кораблей, несколько учебных катеров типа «Гриф» были безвозмездно переданы ВМФ Республики Абхазия.
Из всех сторожевых кораблей Очамчирской бригады в порту остался только один (б/н 616), который в 1990 году был списан и разоружён, а в 1992 году затонул у недостроенного южного причала.
В 2000-х годах в порту дислоцировался мотострелковый батальон ВС Абхазии (в/ч 237955) и корабли Абхазских ВМФ (4 ед. «Гриф» проекта 1400М и 2 ед. БКА проекта 1204). Грузовой (северный) причал использовался гражданскими судами под погрузку — разгрузку сухих грузов.
26 января 2009 года Главный штаб ВМФ России заявил о создании в абхазском порту Очамчира пункта базирования боевых кораблей Черноморского флота. Это заявление было подтверждено президентом Абхазии Сергеем Багапшем. Планировалось создать береговую инфраструктуру для техобслуживания и ремонта кораблей, пополнения ими запасов воды, продовольствия, боеприпасов и обеспечить охрану порта. В перспективе в Очамчирской бухте предполагалась швартовка больших и малых десантных кораблей, катеров и морских тральщиков Черноморского флота, которые могут быть передислоцированы сюда в случае необходимости.
В конце 2009 года сформирован дивизион береговой охраны Пограничной службы ФСБ России, в состав которого входили 4 пограничных сторожевых катера новых проектов «Соболь» и «Мангуст», для несения боевого дежурства и содействия пограничным силам Республики Абхазия в обеспечении безопасности её морских границ.
В апреле 2010 года начальник отделения береговой охраны пограничного управления погранслужбы ФСБ РФ в Республике  капитана 1-го ранга Александр Тудако заявил, что число российских пограничных сторожевых катеров, дислоцированных в городе Очамчира, в ближайшее время увеличится до восьми.

## Видео
- Очамчирская бригада сторожевых кораблей (в/ч 2372) до вывода в Каспийск (1990-е годы) / Youtube.com
- Очамчирские школьники в гостях у российских морских пограничников (2013 год) / Youtube.com
- Морской порт Очамчиры — инвестиционный ролик (2016 год) / Youtube.com